# Адиль Герай (нурэддин)
Ади́ль Гера́й (Гире́й) (крым. Adil Geray, عادل كراى‎; ум. в 1659 году) — татарский крымский нурэддин (1651—1659), сын крымского хана Селямета Герая (1608—1610), брат Исляма III Герая и Мехмеда IV Герая.
В 1651 году после смерти калги Кырыма Герая крымский хан Ислям III Герай назначил новым калгой своего племянника и бывшего нурэддина Гази Герая (1651—1666), а должность нурэддина передал своему младшему брату Адилю Гераю (1651—1659).
В мае 1652 года крымский хан Ислям III Герай отправил на помощь своему союзнику, украинскому гетману Богдану Хмельницкому 15-тысячное татарско-ногайское войско под предводительством нурэддина Адиля Герая и перекопского бея Карач-мурзы. Богдан Хмельницкий, собрав под своим командованием до 12—16 тыс. казаков, выступил из Чигирина в степи, где соединился с прибывшим крымским войском. Во главе объединённого казацко-татарского войска Богдан Хмельницкий двинулся на Брацлавщину, где под Ладыжином находился польный гетман коронный Мартин Калиновский с польской армией. 1—2 июня 1652 года в битве под Батогом казацкие полки и крымскотатарские отряды окружили, разгромили и практически полностью уничтожили 20-тысячное польско-шляхетское войско. Поляки потеряли убитыми более восьми тысяч человек, погиб и польный гетман коронный Мартин Калиновский.
Осенью 1653 года нурэддин Адиль Герай участвовал в крупном военном походе хана Исляма Герая против Речи Посполитой. Объединённые казацко-татарские войска под предводительством украинского гетмана Богдана Хмельницкого и Исляма III осадили польско-шляхетскую армию под командованием короля Яна Казимира под Жванцем.
Летом 1654 года после смерти крымского хана Исляма III Герая (1644—1654) турецкое правительство назначило новым крымским ханом его младшего брата Мехмеда IV Герая (1654—1666). Мехмед IV, прибывший в Крым и занявший Бахчисарай, оставил на своих местах калгу Гази Герая и нурэддина Адиля Герая.
В январе 1655 года по распоряжению хана Мехмеда IV Герая калга Гази Герай и нурэддин Адиль Герай во главе большого крымскотатарского войска (по польским сведениям — от 120 до 150 тыс. чел.) выступили на Украину, на помощь польской армии в борьбе против русско-казацких войск. В окрестностях Умани крымское войско соединилось с польским под командованием польного гетмана коронного Станислава Лянцкоронского. На переговорах с польским командованием калга Гази Герай добился разрешение на разорение татарами близлежащих селений и захват пленников. В начале марта новый польский командующий Криштоф Тышкевич докладывал, что двести семьдесят местечек на Брацлавщине были разорены и сожжены крымчанами. За четыре месяца пребывания на Украине союзного крымскотатарского войска, считал Криштоф Тышкевич, более двухсот тысяч человек было взято в плен угнано в Крым. Татары совершали нападения и на союзные польские отряды, грабя и захватывая пленников, лошадей и скот. В середине марта 1655 года крымские татары и ногайцы, захватив огромное количество пленников в украинских землях, которые ещё находились под контролем польско-шляхетской армии, стали медленно отходить в свои степи. Первыми отправились передовые отряды под командованием Каммамбет-мурзы и царевича Менгли Герая, а затем в Аккерман отступил калга-султан Гази Герай с основными силами, а 18 марта снялись последние крымскотатарские отряды под предводительством нурэддина-султана Адиля Герая.
Осенью того же 1655 года нурэддин Адиль Герай участвовал в новом крупном походе крымского хана Мехмеда IV Герая на Украину. В октябре Адиль Герай с авангардом появился под Ольшанской и другими сетами Белоцерковского полка. Через две недели Адиль Герай покинул Острополь и двинулся на Гончариху и Каменец-Подольский, грабя и сжигая все на своем пути. В конце октября 1655 года Адиль Герай соединился с главными силами крымского войска под предводительством Мехмеда Герая под Збаражем. 100-тысячное крымскотатарское войско, соединившись с польским отрядом под руководством воеводы брацлавского Петра Потоцкого, расположилась лагерем под Збаражем. Русско-украинское войско под командованием Богдана Хмельницкого и московского воеводы боярина Василия Бутурлина, прекратив осаду Львова, двинулось на Волынь навстречу огромной крымской армии. 9—12 ноября 1655 года в битве под Озёрной русско-казацкие полки разгромили превосходящие силы крымскотатарского войска.
В 1659 году нурэддин Адиль Герай скончался. Крымский хан Мехмед Герай назначил новым нурэддином своего племянника Мурада Герая (1659—1663), сына Мубарека Герая. Единственный сын Адиля Герая — Кара Девлет Герай (1647—1717), нурэддин (1691—1692) и крымский хан (1716—1717).